# Dicerca cajonensis
Dicerca cajonensis är en skalbaggsart som beskrevs av Knull 1944. Dicerca cajonensis ingår i släktet Dicerca och familjen praktbaggar. Inga underarter finns listade i Catalogue of Life.